# ديسيديا فاينل فانتسي إن تي
ديسيديا فاينل فانتسي إن تي (باليابانية: ディシディア ファイナルファンタジー NT) (بالإنجليزية: Dissidia Final Fantasy NT)‏، هي لعبة فيديو من تصنيف أكشن وقتال، من تطوير ستوديو تيم نينجا اليابانية، ومن نشر كل من سكوير إنكس وكوي تيكمو اليابانية، صدرت اللعبة سنة 2015 باليابان، وصدرت اللعبة يوم 11 يناير 2018 على منصة بلاي ستيشن 4، حيث ستصدر اللعبة في جميع أنحاء العالم يوم 30 يناير 2018.

## المواقع الخارجية
- الموقع الرسمي
 (بالانكليزية)